# لازار روسيتش
لازار روسيتش (مواليد 29 يونيو 1993، لاعب كرة قدم صربي يجيد اللعب كمدافع لعب سابقاً مع نادي خورفكان في الدوري الإماراتي للمحترفين.

## روابط خارجية
لازار روسيتش على موقع قاعدة بيانات كرة القدم.إي يو (الإنجليزية)
- لازار روسيتش على موقع Soccerway.com (الإنجليزية)
- لازار روسيتش على موقع AS.com (الإسبانية)